# Mitre Falls
Die Mitre Falls sind ein Wasserfall bislang nicht ermittelter Fallhöhe in der Region Wellington auf der Nordinsel Neuseelands. In der Tararua Range liegt er im Lauf des South Mitre Stream, der wenige Kilometer hinter dem Wasserfall in südöstlicher Fließrichtung in den Waingawa River mündet.